# Orînîn, Camenița
Orînîn (în ucraineană Оринин) este localitatea de reședință a comunei Orînîn din raionul Camenița, regiunea Hmelnîțkîi, Ucraina.

## Demografie
Componența lingvistică a localității Orînîn
     Ucraineană (98,59%)
     Rusă (1,22%)
     Alte limbi (0,16%)
Conform recensământului din 2001, majoritatea populației localității Orînîn era vorbitoare de ucraineană (98,59%), existând în minoritate și vorbitori de rusă (1,22%).